# 奥伯多夫-什帕克巴克
奥伯多夫-什帕克巴克（法語：Oberdorf-Spachbach，发音：[obəʁdɔʁf.ʃpakbak] 或 [obəʁdɔʁf.ʃpaxbax]）是法国下莱茵省的一个市镇，属于阿格诺-维桑堡区和赖什索芬县（Reichshoffen）。该市镇总面积2.36平方公里，2009年时的人口为351人。

## 人口
奥伯多夫-什帕克巴克人口变化图示